# شبه تطبیق فاز
شبه تطبیق فاز یا شبه-تطبیق-فاز یک تکنیک در نورشناسی غیرخطی است که با ایجاد یک ساختار متناوب در محیط غیرخطی، اجازه جریان خالص انرژی مثبت از فرکانس پمپ برای سیگنال و فرکانس‌های هرزگرد را می‌دهد. همان‌طور که برای تطبیق-فاز لازم است، تکانه پایسته می‌شود، از طریق یک پخش تکانه اضافی متناظر با بردار موج ساختار تناوبی، پایستار می‌شود. در نتیجه، در اصل هر فرایند مخلوط‌کردنِ سه-موجی که پایستگی انرژی را برآورده می‌کند، می‌تواند فاز-تطبیق‌شده داشته باشد. به عنوان مثال، تمام فرکانس‌های نوری درگیر می‌توانند هم‌راستا باشند، می‌توانند قطبش یکسانی داشته باشند و از طریق محیط در جهات دلخواه حرکت کنند. این به شما اجازه می‌دهد تا از بزرگترین ضریب غیرخطی ماده در برهم‌کنش غیرخطی استفاده کنید.
متداول‌ترین تکنیک برای ایجاد بلورهای شبه-فاز-تطبیق‌شده قطب‌دارکردن متناوب بوده‌است. اخیراً ، کنترل فاز پیوسته بر غیرخطسانی محلی با استفاده از متاسطوح غیرخطی با خواص نوری خطی همگن اما از نظر فضایی دارای قطبش‌پذیری غیرخطی مؤثر متفاوت است. میدان‌های نوری به شدت در نانوساختارها محدود شده یا آنها را در برداراند، بنابراین برهم‌کنش غیرخطی را می‌توان با یک ناحیه فوق‌العاده-کوچک در حدِ ۱۰ نانومتر تا ۱۰۰ نانومتر تحقق بخشید و می‌تواند در همه جهات پراکنده شود تا فرکانس‌های بیشتری تولید کند. بنابراین، تطبیق-فاز آسوده می‌تواند در بُعدِ مقیاسِ نانو حاصل شود.